# Henry Carteret (1er baron Carteret)
Henry Frederick Carteret, 1er baron Carteret (1735-1826) de Hawnes, Bedfordshire (connu jusqu'en 1776 sous le nom de l'honorable Henry Frederick Thynne) est député de Staffordshire (1757-1761), de Weobley dans le Herefordshire (1761-1770) et est maître de la maison du roi George III 1768-1771. Il est le bailli héréditaire de Jersey 1776-1826.

## Biographie
Il est le deuxième fils de Thomas Thynne (2e vicomte Weymouth) (1710-1751) de sa deuxième épouse, Louisa Carteret, fille de John Carteret, 2e baron Carteret, 2e comte Granville (1690-1763). Il est donc le frère cadet de Thomas Thynne (1er marquis de Bath).
Il fait ses études au St John's College, à Cambridge, où il obtient un baccalauréat et, en 1753, il poursuit sa maîtrise. En 1769, il obtient le titre de docteur en droit civil.

## Carrière
En 1757, il est encouragé par son ami et son cousin Granville Leveson-Gower (1er marquis de Stafford) (1721–1803) pour entrer au Parlement pour le Staffordshire, lorsque ce siège devient vacant à la suite du décès de l'oncle de Gower, William Leveson-Gower (1696-1756). En 1761, il est élu pour le district de Weobley dans le Herefordshire, qu'il représente jusqu'en 1770.
En 1762, son frère lui cherche un poste, ce qui lui permet d'être nommé greffier contrôleur du drap vert (1 000 £ par an). Il perd son poste lors de la chute du gouvernement Grenville en 1765 et entre dans l'opposition. Après le retour de son frère au poste de secrétaire d'État en 1767 il revient dans la Maison royale en tant que Master of the Household, poste d'une valeur supérieure à 900 £ qu'il occupe jusqu'en 1771.
Il est nommé membre du Conseil privé en 1770. En 1771 (après que son frère ait quitté ses fonctions), il reçoit le poste de directeur général des Postes, qu'il occupe jusqu'en 1789. Cela valait 3 000 £ par an et il prend alors sa retraite de la Chambre des communes . Il abandonne le poste de maître de poste en 1789, lorsque son frère est créé marquis de Bath.

## Héritage
En 1776, par acte du Parlement il change son nom et ses armes en Carteret, conformément au testament de son oncle mort sans enfant, Robert Carteret, 3e baron Carteret, 3e comte Granville (1721-1776) (selon les termes du testament du père de ce dernier, John Carteret, 2e comte de Granville (1690-1763) notamment Hawnes Park (aujourd'hui Haynes Park ), dans le Bedfordshire et Kilkhampton en Cornouailles (l'ancien siège des Granville, Comte de Bath). Il lui succède également comme bailli de Jersey, poste occupé à vie par les chefs de la famille Carteret. En 1784, il est créé baron Carteret, de Hawnes, faisant ainsi revivre le deuxième titre de son oncle.

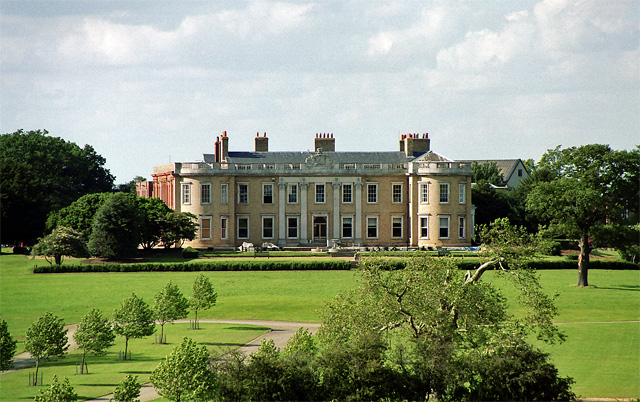
Haynes Park (anciennement connu sous le nom de "Hawnes") en 2001. Façade sud reconstruite vers 1785-1790 par Henry Carteret, 1er baron Carteret

Hawnes Park est modernisé et partiellement reconstruit par Henry Carteret, premier baron Carteret. Il reconstruisit la façade sud vers 1785-1790, probablement selon les plans de James Lewis .

## Mariage
En 1810, il épouse sa maîtresse depuis de nombreuses années, Eleanor Smart, mais ils n'ont pas d'enfants.
Il meurt en 1826 et est remplacé par son petit neveu, George Thynne (2e baron Carteret) (1770-1838), comme baron, conformément à un extrait spécial du brevet de création de son titre de baron. Sa simple statue murale en marbre blanc avec buste est conservée à l'église de Kilkhampton, en Cornouailles.